# Séquestration splanchnique
La séquestration splanchnique est la rétention de certains métabolites circulants (ex. des acides aminés) par les viscères, principalement le foie et les intestins.
Il semble que l’âge contribue à la séquestration splanchnique de la leucine, ce qui pourrait être un facteur de la sarcopénie chez les personnes âgées.